# コサナエ
コサナエ（学名：Trigomphus melampus）は、サナエトンボ科に属するトンボの一種。

## 概要
日本固有種であり、北海道と本州に分布する。同属のオグマサナエ T. ogumai などに似る。